# Pedicia magnifica
Pedicia magnifica är en tvåvingeart som först beskrevs av James Stewart Hine 1903.  Pedicia magnifica ingår i släktet Pedicia och familjen hårögonharkrankar. Inga underarter finns listade i Catalogue of Life.